# Stellifer
Stellifer és un gènere de peixos de la família dels esciènids i de l'ordre dels perciformes.

## Morfologia
- Cos allargat i més o menys comprimit.
- Cap gros i ample.
- Crani cavernós i esponjós al tacte.
- Boca d'horitzontal a obliqua.
- Espines branquials llargues i primes.[2]

## Distribució geogràfica
Es troba al Pacífic oriental i l'Atlàntic occidental.

## Taxonomia
- Stellifer brasiliensis (Schultz, 1945)
- Stellifer chaoi (Aguilera, Solano & Valdez, 1983)
- Stellifer chrysoleuca (Günther, 1867)
- Stellifer colonensis (Meek & Hildebrand, 1925)
- Stellifer ephelis (Chirichigno F., 1974)
- Stellifer ericymba (Jordan & Gilbert, 1882)
- Stellifer fuerthii (Steindachner, 1876)
- Stellifer griseus (Cervigón, 1966)
- Stellifer illecebrosus (Gilbert, 1898)
- Stellifer lanceolatus (Holbrook, 1855)
- Stellifer magoi (Anguilera, 1983)
- Stellifer mancorensis (Chirichigno F., 1962)
- Stellifer melanocheir (Eigenmann, 1918)
- Stellifer microps (Steindachner, 1864)
- Stellifer minor (Tschudi, 1846)
- Stellifer naso (Jordan, 1889)
- Stellifer oscitans (Jordan & Gilbert, 1882)
- Stellifer pizarroensis (Hildebrand, 1946)
- Stellifer rastrifer (Jordan, 1889)
- Stellifer stellifer (Bloch, 1790)
- Stellifer venezuelae (Schultz, 1945)
- Stellifer walkeri (Chao, 2001)
- Stellifer wintersteenorum (Chao, 2001)
- Stellifer zestocarus (Gilbert, 1898)[3][4][5][6][7][8]